# تنبور

تنبور یا تمبور سازی است که دارای دسته‌ای بلند و کاسه‌ای گلابی شکل است و معمولاً از چوب توت ساخته می‌شود. کاسه آن به دو شکل یک تکه (کاسه‌ای) که از قدیم رایج بوده و چند تکه‌ای (ترکه‌ای یا چمنی) ساخته می‌شود که در دهه‌های اخیر به تقلید از کاسه سه‌تار به وجود آمده است. طول این ساز بین ۷۰ تا ۸۰ سانتی‌متر است و دارای سه سیم است: یکی واخوان و دو سیم اصلی. در گذشته، طبق گفته فارابی، از یک یا دو سیم اصلی استفاده می‌شده است که اکنون سه سیم به صورت معمول استفاده می‌شود. این ساز دارای چهارده پرده (دستان) است و ربع پرده ندارد. در نواختن آن دو نوع کوک متداول است. یکی کوک هفت دستان (برز) و دیگری کوک پنج دستان (ته رز)، اما نوازندگان امروزی بیشتر از کوک سیم اصلی دو (C) و سیم واخوان سل (G) استفاده می‌کنند.
تنبور را با چهار انگشت دست راست و بدون استفاده از مضراب مصنوعی می‌نوازند و تکنیک‌های دست چپ آن مشابه دیگر سازهای زهی دسته‌دار مانند تار و سه‌تار است و مضراب‌های اصلی آن شامل مضراب راست، چپ، شُر، و مضراب ریز و دو‌تک می‌باشد.
مضارب گلریز و غنچه و ... جزو مضراب‌های تنبور محسوب نمی‌شوند و غیررسمی هستند.

آلبوم صدای سخن عشق با صدای شهرام ناظری و آهنگ‌سازی کیخسرو پورناظری و تنبور نوازی سید خلیل عالی‌نژاد، اولین و برجسته‌ترین آلبومی است که به معرفی ساز تنبور می‌پردازد.

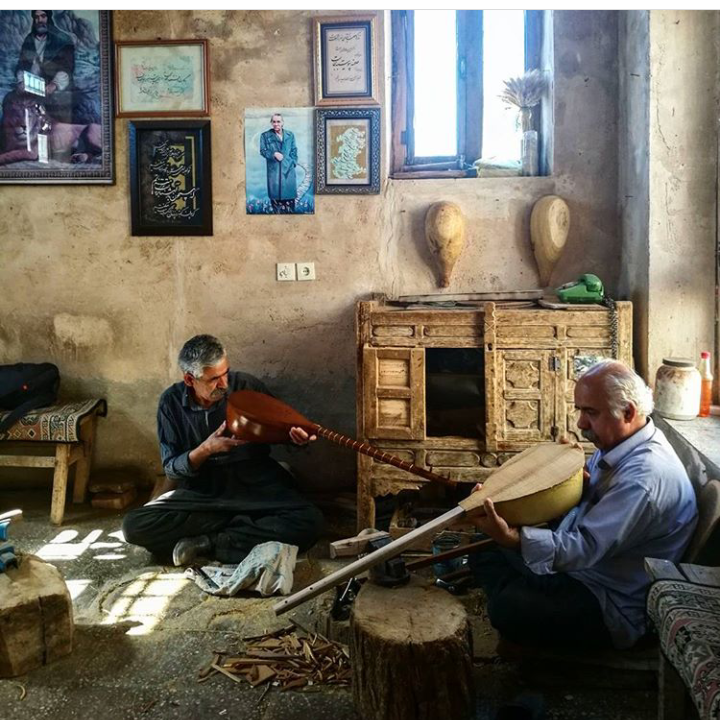
اسدالله فرمانی

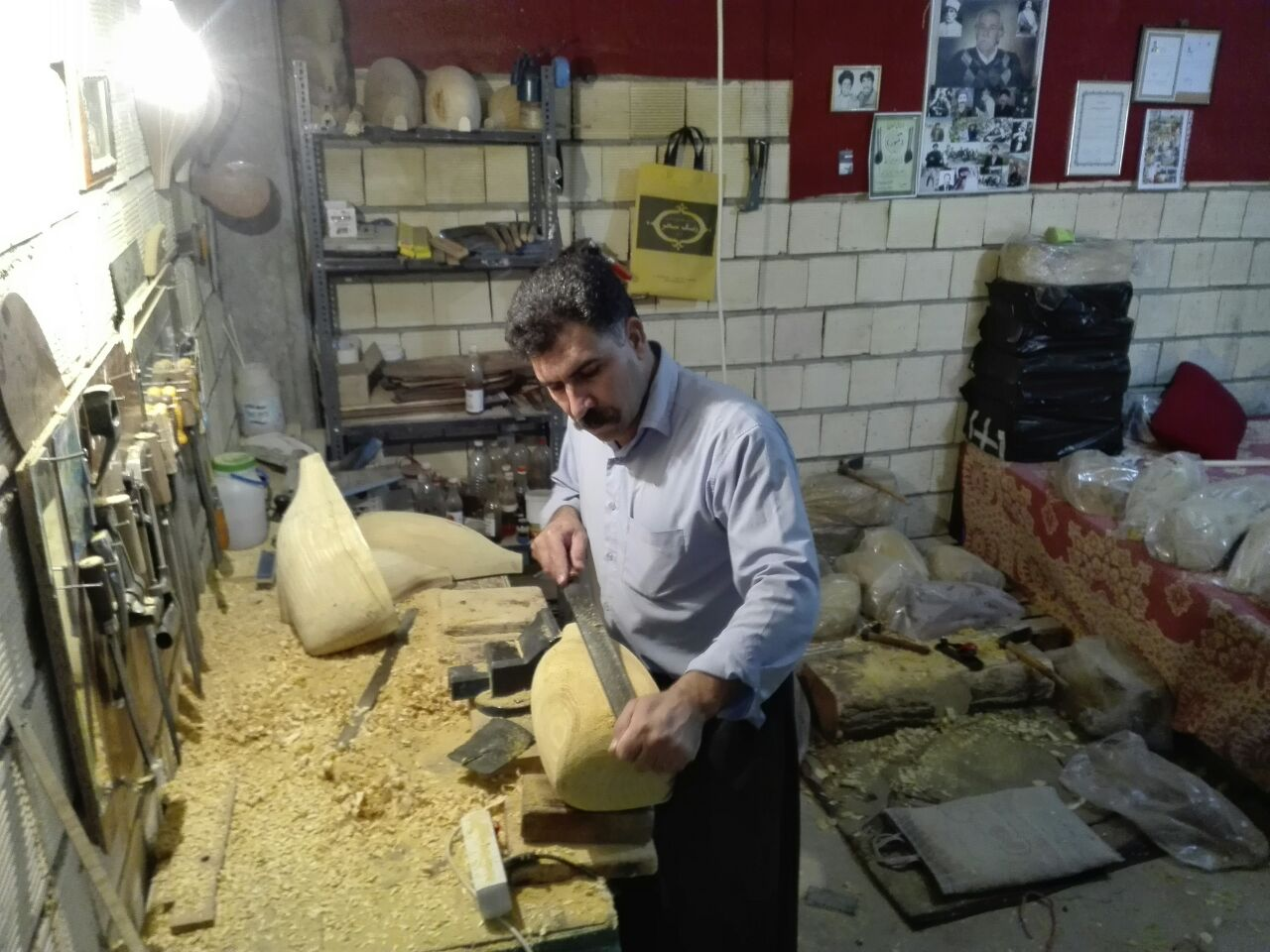
قباد قبادی

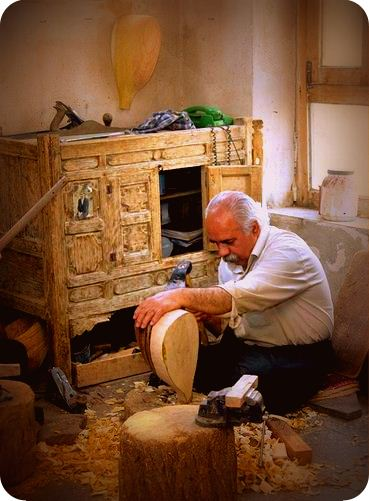
اسدالله فرمانی

## تاریخچه
تنبور یکی از قدیمی‌ترین سازهای ایران است که جنبهٔ عرفانی و مقامی دارد. این ساز از ۱۳ تا ۱۴ پرده تشکیل و ۲ تا ۳ سیم دارد. جنس کاسه و صفحهٔ آن از چوب توت و دسته‌اش از چوب گردو است. تنبور در مناطق یارسان‌نشین دارای تقدسی خاص است چنانچه نوازندگان قبل از شروع و در خاتمه دستانش را می‌بوسند.
اوج شکوه و عظمت تنبور در قرن پنجم هجری یعنی حضور در سپاه معروف و متشکل از نهصده شاه‌خوشین بوده و از آن زمان تاکنون در جای‌جای ایران، تنبور را ساز شاه‌خوشینی نیز نامیده‌اند. از یافته‌های باستان‌شناسان می‌توان ادعا کرد که این ساز قدمتی ۶۰۰۰ ساله دارد و از اسناد مهم تاریخی مجسمه‌ای است در حوالی مقبره دانیال نبی واقع در شوش. شاید نتوان دقیقاً زمان اختراع این ساز را معین نمود، اما می‌توان گفت ساخت تنبور از قرن‌ها پیش از ظهور اسلام رواج داشته‌است.
تنبور به عنوان یک ساز عرفانی و مذهبی با قدمتی بالغ بر ۶۰۰۰ سال شناخته می‌شود. یافته‌های باستان‌شناسی نشان می‌دهد که این ساز از دوران‌های پیش از اسلام وجود داشته است.
تنبور کهن‌ترین ساز زهی زخمه‌ای است، به این معنا که اولین سازی می‌باشد که دسته‌ای بلند به همراه کاسه و وتر داشته‌است. در کتب و رسالات زیادی در این مورد سخن گفته‌اند. کتاب دیکشنری گراو که در زمینه سازشناسی است، قدمت این ساز را پنج تا شش هزار سال دانسته و مجسمه‌های سنگی در موزه‌ها و آثار باستانی به جای مانده در شوش و تپه‌های بنی یونس در حوالی شهر موصل قدمت این ساز را ۱۵۰۰ تا ۲۰۰۰ سال قبل از میلاد نشان می‌دهد. در کارنامه اردشیر بابکان یکی از متون پهلوی آمده که روزی اردشیر در ستورگاه نشسته بود و تنبور می‌زد و می‌سرود. در روایت‌های افسانه‌ای آمده که رستم در خوان چهارم تنبور می‌نواخته و مقام ته رز را به وی و مقام باریه را به باربد موسیقیدان دربار ساسانیان نسبت می‌دهند. فارابی که در موسیقی الکبیر به‌طور گسترده در مورد تنبور و انواع آن و فواصل و کوک‌های آن توضیحات مفصل داده‌اند. ابن سینا، عبدالقادر مراغی و صفی الدین ارموی نیز از این جمله‌اند. در آثار شاعران بزرگ فارسی‌زبان از جمله شیخ جنید بغدادی، فردوسی، مولوی، منوچهری دامغانی، نظامی گنجوی، موسوی، حافظ، وحید قزوینی، بیدل دهلوی و وفا کرمانشاهی به کرات از تنبور سخن به میان آمده‌است. این قطعه شعری از مولوی است که در آن نام تنبور ذکر شده‌است:
| پس حکیمان گفته‌اند این لحنها   |  | از دوار چرخ بگرفتیم ما      |
| بانگ گردشهای چرخست این که خلق |  | می‌سرایندش به تنبور و به حلق |
| مؤمنان گویند که آثار بهشت     |  | نغز گردانید هر آواز زشت     |
| ما همه اجزای آدم بوده‌ایم      |  | در بهشت آن لحنها بشنوده‌ایم  |

## موسیقی تنبور
در رپرتوار موسیقی تنبور حدود ۷۲ مقام وجود دارد که ۱۶ مقام آنها مربوط به مقام‌های مجلسی و ۵۶ مقام نیز مربوط به مقام‌های حقانی یا کلام است. پایه و اساس موسیقی تنبور همانند موسیقی کلاسیک ایرانی بدیهه‌سرایی است. به‌طور مثال اگر نوازنده‌ای یک مقام را دو بار در یک روز هم اجرا کند، به‌طور یقین یکسان در نمی‌آید. یکی از خصوصیت‌های مقام‌های تنبور قابلیت مدگردی آنهاست، یعنی نوازنده عملاً می‌تواند از یک مقام به دیگر مقام‌ها مدگردی کند و پس از انتقال از چند مقام به مقام اصلی بازگردد.
مقام‌های تنبور به سه دسته اصلی تقسیم می‌شوند:

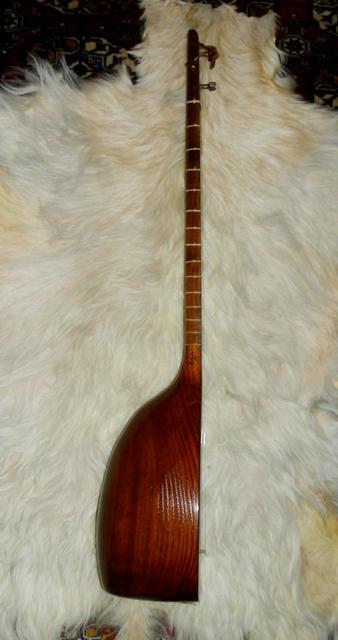
ساز تنبور کاسه یک تکه

- مقام‌های پردیوری، کلام یا حقانی (مقام‌های پردیوری به دو دسته تقسیم می‌شوند، که یک دسته از آنها مربوط به دورهٔ بعد از سلطان سهاک یا پردیور می‌شود که بعد از این دوره به وجود آمده‌اند و دستهٔ دیگر مقام‌ها مربوط به دروهٔ سلطان سهاک یا دوره پردیور می‌شود که در این دوره مقدس به وجود آمده‌اند که این مقام‌ها دارای تقدس بیشتری هستند)
- مقام‌های مجلسی (اسطوره‌ای، باستانی، هوره)
- مقامات مجازی
  - مقامات قدیمی مانند جلوشاهی، سوارسوار
  - مقاماتی که در یکصد سال گذشته ساخته شده‌است
  - آهنگ‌ها و بداهه نوازی معاصران یا هر آنچه که غیر از مقام‌های کلام و مجلسی باشد.

### مقام‌های کلام حقانی (دوره سلطان سحاک یا دوره پردیور)
مقام‌های کلام حقانی، پردیوری و یاری مهم‌ترین مقام‌های تنبور محسوب می‌شوند و دارای حالت روحانی و تقدس بیشتری نسبت به سایر مقام‌ها هستند. ظاهراً از لحاظ تاریخی قدمت آنها به قرن دهم تا چهاردهم میلادی می‌رسد و گفته می‌شود که اولین مقام کلام، به نام شاه خوشینی به زبان فارسی در قرن دهم میلادی سروده شده‌است. مقامات کلام با تنبور و آواز توسط سر کلام و گروه کلام خوان اجرا می‌شوند و اشعار آن از متون مقدس یارسان و به گویش های لکی و هورامی یکی از گویش‌های زبان کُردی است. گروهی از مقام‌های کلام دارای متر آزادند و حالت دعا و مناجات و عبادت دارند، مانند سید خاموشی و ته رز یاری. گروهی نیز دارای اوزان فراخ و کند هستند و سربند ثابتی دارند، یعنی یک بیت شعر که خاص آن مقام است به صورت ترجیع بند بعد از هر بیت شعر که توسط سر کلام خوانده می‌شود، توسط گروه کلام خوان همراه کف زدن تکرار می‌گردد.
در بعضی از آنها ریتم تا حدی کند است که فقط سر کلام‌ها و افراد ماهر تر در گروه می‌توانند آن را حفظ کنند. این مقام‌ها حالتی عارفانه با سرور و مستی ایجاد می‌کنند، مانند تنه میری، رژیان دالاهو و بیان اویاری. گروه سوم مقام‌های کلام دارای وزن تندتر هستند که سربند ثابتی نیز دارند و به علت ریتم تندتر، حالت ذکر و سرمستی و سرور ایجاد می‌کنند. بنا به گفته طاهر یارویسی تا دوره سلطان سحاک، یعنی قرن چهاردهم میلادی، مقامات کلام محفوظ بوده و عمومیت نداشته‌اند. از آن پس، ایشان یارانش را فرا می‌خواند تا همگی از جمله خودش، تمام تجلیات خود در دوران‌های مختلف را بیان و کلام‌هایی را که در هر دوره سروده‌اند، دوباره تکرار کنند. بدین ترتیب، مقام‌های پردیوری در این برهه از زمان مدون و سینه به سینه از استاد به شاگرد و از پیر به مرید تا به امروز حفظ می‌شوند. نام مقام‌های کلام به شرح زیر است:
- ته‌رز یاری
- هی لاوه (دو نمونه)
- چیو وشن یار
- حق حق و هو هو
- سلطان دینه (دو نمونه)
- دسی ویت وله
- بیان او یاری
- حق داوو
- علی علی هو هو
- ای دوس
- شیخ امیری
- لامی و لامی
- علی علی
- یار داوو
- هی گیان
- شاه خوشینی
- ای دیار دیار
- ایمانم یار
- عالی گرزویش
- جم نیان دوسان ئه‌و یانه
- ای سید محمد
- طاله سوارن
- بلی‌ها
- رژیان دالاهو
- یاران جم نیان
- شاه میو
- یار دیدکانی بنیامین پیره
- تنه میری
- باباناعوثی (قره چوپی)
- باباناعوثی نوع ۱
- باباناعوثی نوع ۲
- بابا جلیلی
- سر خیوی
- پیشروی پردیوری
- خاصه بژنه
- خیاله مسه
- هی ایمان یار
- هاها (دو نمونه)
- خواجه غلامان
- چهل تن چلانان (دو نمونه)
- سید خاموشی
- داوو نه کویره
- حقن حقن
- عابدینه
- یار دیده و کانی هاوشن هاوش

غیر از فهرست بالا، مقام‌های متفاوت دیگری موجود است که آنها را در جمخانه‌ها، مکان‌های زیارتی و مراسمات آیینی اجرا می‌کنند.

### مقام‌های بعد از دورهٔ پردیور
- هر وا بوو هر وا ده وی
- آقا یار داوود
- هانای فریای رس داوود
- هوهو یار
- سائل ای سائل
- یاران وه باطن
- فانی فانی
- سلطان سرجم
- بال وه‌شان کن
- حق و حق
- جم جم
- چلانه مسن
- یار دیده و کانی گلرم باقی
- یار دیده و کانی وه خیرم بیو

### مقام‌های مجلسی
مقام‌های مجلسی، اسطوره‌ای و باستانی یا هوره مقامات مجلسی شاخه‌ای دیگر از مقامات تنبورند که قدمت آنها به درستی برای ما معلوم نیست، اما بر پایه نقل قول‌های شفاهی از قدما، هزاره‌ها از عمر این مقامات می‌گذرد. این مقامات معمولاً با وزن آزادند، اما گاهی در ابتدا یا در انتها یا در وسط بعضی از آنها، مانند سه رته رز باریه، قه تار و سحری، موسیقی پنج ضربی، ده ضربی، دو ضربی یا هفت ضربی می‌شود. چون در این مقامات فرم‌های آوازی مور و هوره وجود دارد، به آنها مقامات هوره نیز می‌گویند و به علت قدمت نغمات (و روایت‌هایی که قدمت این مقام‌ها را گواهی می‌دهند)، به آنها اسطوره‌ای و باستانی نیز می‌گویند.
به‌طور مثال، مقام باریه را به باربد- موسیقی‌دان دربار ساسانی- نسبت می‌دهند و ته رز را به رستم، پهلوان شاهنامه. مقامات مجلسی در مقایسه با مقام‌های کلام از تقدس کمتری برخوردارند و می‌توان این مقامات را در مجالس عرفانی و محافلی که در خور شان این ساز باشد، اجرا کرد. روایت‌های متفاوتی از مقامات مجلسی در مناطق رواج موسیقی تنبور وجود دارد. گاهی تعدادی از مقام‌های مجازی و ملودی رقص‌های کردی را جزو این مقام‌ها به حساب می‌آورند و گاهی هم تعدادی از آنها را حذف می‌کنند یا بداهه نوازی‌هایشان را مقام مجلسی می‌نامند. مقام‌های مجلسی منطقه گوران به شرح زیر است:
- سه‌رته‌رز
- غریبی
- ساروخانی
- سحری
- قه‌تار
- هجرانی
- ته رز روسم
- مجنونی لا و ای لاو
- مجنونی دواله
- باریه
- پاوه موری
- گل و ده‌ره
- گل و خاک
- الون
- بالادستان
- خان احمد خانی.

از مقام‌های بالادستان و خان احمد خانی جز نام آنها چیزی بر جای نمانده‌است. مقام‌های مجلسی هر کدام دارای قسمت‌های فرعی متعلقات و گوشه‌های کوچک‌تری هستند که در اصطلاح کردی، به آنها لاوچ یا بلوچ می‌گویند.

### مقامات مجازی
مقامات مجازی این مقام‌ها به‌طور عمده از مقام‌های سرنا هستند که توسط دوزله و نرمه‌نای و تمبک و شمشال و کمانچه (یا موکش) و به‌طور کلی توسط سازهایی که در مناطق مختلف کردستان رواج دارد، نواخته می‌شوند. نوازندگان قدیمی که مهارت بیشتری داشته و این مقامات را توسط تنبور می‌نواخته‌اند، آن‌ها را به شاگردان خود نیز آموزش می‌دادند. رفته رفته اکثر نوازندگان آن‌ها را در کنار سایر مقام‌های تنبور اجرا کردند، تا اینکه این مقام‌ها به عنوان بخشی از مقام‌های تنبور در میان نوازندگان این ساز معرفی شدند. این مقام‌ها عمدتاً سازی هستند و ریتم‌های متنوع تر و تند تری نسبت به سایر مقام‌ها دارند. اگرچه نسبت به دو گروه قبل، از روحانیت کمتری برخوردارند. مقام‌های مجازی را می‌توان به سه گروه کلی تقسیم کرد. گروه اول مقام‌های قدیمی اند، مانند جلوشاهی، سوار سوار و بایه بایه. گروه دوم آن‌هایی هستند که توسط افراد نیک‌سرشت و درویش مسلک در یکصد سال گذشته ساخته شده‌اند و آن‌ها در جم خانه‌ها و خانقاه‌ها می‌نوازند و به آهنگ‌های خانقاهی نیز معروفند. گروه سوم، هر مقام دیگری را گویند که جزو مقام‌های اصلی تنبور نباشد. بر این اساس، بعضی از نوازندگان قدیمی تمام مقام‌ها را به دو دسته حقیقی و مجازی تقسیم می‌کنند. نام چند مقام مجازی به شرح زیر است:
- جلوشاهی
- جلوشاهی سحری
- بایه بایه
- سوار سوار
- خان امیری
- جنگ را
- سماع

موسیقی تنبور دارای حالات و جنبه‌های متفاوتی است و برای هر جنبه و حالت مقام خاصی وجود دارد. بر این اساس، می‌توان آنها را به صورت زیر نیز دسته‌بندی کرد:
- مقام‌هایی که جنبه دعا و مناجات و عبادت دارند، مثل اکثر مقام‌های کلام از جمله شیخ امیری، پیشروی، ایمانم یار
- مقام‌هایی که جنبه حماسی دارند، مانند ته رز روسم
- مقام‌های اسطوره‌ای، مانند سه رته رز و ساروخانی
- مقام‌های عاشقانه، مانند قه تار، مجنونی و باریه
- مقام‌هایی که عرفانی اند و جنبه سرور و مستی دارند، مانند اکثر مقام‌های کلام، از جمله حقن حقن، هانا فریارس، یار دیدکانی
- مقام‌هایی که در مراسم عزاداری نواخته می‌شوند، مانند فانی فانی و گل و خاک
- مقام‌هایی که جنبه سرور و خوشامدگویی و شادمانی دارند، مانند جلوشاهی و سوار سوار

مقام‌های تنبور را بر اساس وجوه موسیقایی مختلف، مانند وزن و ریتم و سازی یا آوازی بودن، می‌توان به صورت زیر تقسیم کرد:
- مقام‌های سازی- آوازی با وزن آزاد: این مقام‌ها عمدتاً جزو مقام‌های مجلسی اند، مانند باریه، قطار، سید خاموشی
- مقام‌های سازی- آوازی که دارای اوزان کند و فراخند و ریتم ثابتی ندارند، مانند تنه میری، لامی لامی و رژیان دالاهو. مقام سازی – آوازی دارای وزن ثابت که سربند ثابتی نیز دارند و در مراسم آیینی اجرا می‌شوند، مانند یار داوو، حقن حقن. مقام‌های صرفاً سازی که ریتم تند تری نسبت به سایر مقام‌ها دارند، مانند جلوشاهی، سوارسوار، بایه بایه.

## نوازندگان معروف تنبور
نوازندگان معروف تنبور در صد سال گذشته به شرح زیر هستند:
- منطقه گوران: علی‌اکبر مرادی، طاهر یارویسی، سید آرش شهریاری
- منطقه صحنه: سید نصرالدین خاموشی جیحون آبادی، سید قدمیار حسینی، نورعلی الهی، درویش امیر حیاتی، سید امرالله شاه‌ابراهیمی، سید خلیل عالی‌نژاد، رامین کاکاوند، فرید الهامی، رامتین کاکاوندی
- منطقه کرمانشاه: کیخسرو پورناظری، سهراب پورناظری، تهمورس پورناظری

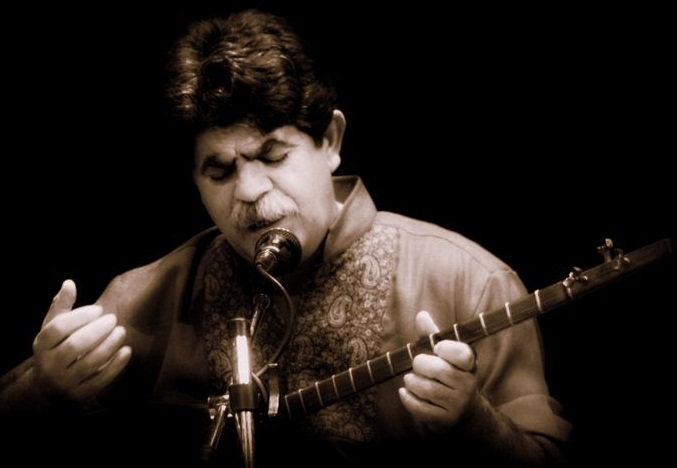
علی‌اکبر مرادی

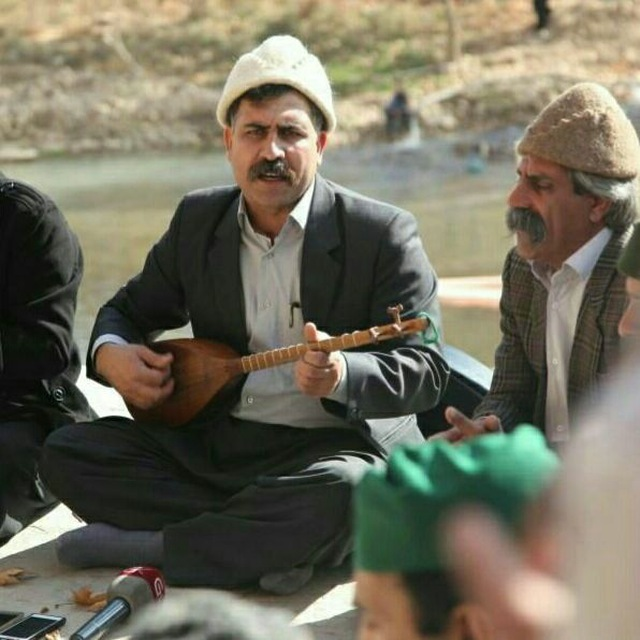
قباد قبادی

طاهر یارویسی و سید خیال یادگاری

- منطقه همدان: میروحید رادفر

## حوزه‌ها و مناطق رواج موسیقی تنبور
1. گوران: این منطقه قدیمی‌ترین مرکز رواج مقام‌های تنبور محسوب می‌شود و شامل شهرهای گهواره، کرند و قسمتی از سرپل ذهاب است. این منطقه منبع اصلی سنت‌های موسیقایی یارسان است و قدیمی‌ترین رسوم موسیقایی یارسان را بیان می‌کند. مقام‌های تنبور در این منطقه به علت شرایط جغرافیایی خاص منطقه و عجین شدن مقامات با اعتقادات آن‌ها و اینکه متون مقدس قدیمی یارسان به همان زبان امروزی آن‌هاست، با لهجه‌های قدیمی‌تر، به صورت بکر و دست‌نخورده به جای مانده‌است. اسدالله فرمانی یکی از سازندگان چیره‌دست‌ساز تنبور است.[۳]
2. کرمانشاه و صحنه و قسمتی از لرستان: این مناطق که شامل شهرستان کرمانشاه، صحنه، کنگاور، کوهدشت، نورآباد، منطقه دلفان و قسمت‌هایی از لرستان است، بعد از منطقه گوران قدیمی‌ترین مرکز رواج مقام‌های تنبور هستند.
3. ترکهای پیروی آیین اهل حق (یا یارسان) در استان‌های آذربایجان شرقی و آذربایجان غربی، قزوین، زنجان و تهران و حومه آن: سومین گروه هستند که مقامات تنبور بین آنها رواج دارد. این گروه به علت تفاوت زبان و دوری از مراکز اصلی یارسان نسبت به دو گروه فوق دارای محدودیت‌های بیشتری هستند.
4. گروهی از کردهای عراق که به کاکه‌ای معروف هستند: این گروه به دلیل زبان مشترک با منطقه گوران احتمالاً برای اجرای مقام‌ها با مشکل کمتری روبه رو هستند.

## ساختمان
تنبور از خانواده سازهای زهی زخمه‌ای است و کاسه طنینی نیمه گلابی دارد. حجم کاسه تنبور در مقایسه با دوتارهای خراسان کم‌تر است و کاسه آن در قدیم یکپارچه بوده‌است. امروزه در منطقه گوران بیشتر تنبورها هنوز کاسه یکپارچه دارند و در صحنه اغلب تنبورها دارای کاسه ترکه‌ای هستند. تنبور ترکه‌ای را تنبور چمنی نیز می‌گویند. عمق کاسه از قدیم به امروز بیشتر شده‌است و در قدیم عمق ساز تنبور کم‌تر بوده‌است.
قدیمی‌ترین نمونه کاسه ترکه‌ای، تنبورهای ساخت خداوردی در منطقه صحنه و مربودا به ۷۰ تا ۸۰ سال پیش است. بعضی از سازهای خداوردی هنوز موجود است. این تنبورهای ترکه‌ای دارای قسمت رابط (گلو) یا (گلویی) هستند که رابط میان دسته و کاسه است و ترکه‌ها بر روی آن مهار می‌شوند. سازهای خداوردی گاه ۷ ترکه دارند و حجم کاسه آنها نیز از تنبورهای جدید کمتر است. امروزه تعداد ترکه‌ها بیشتر است و هر سازنده به روش خود از ۷ تا ۱۰ ترکه استفاده می‌کند کاسه‌های ترکه‌ای قدمت زیادی ندارند و قدیمی‌ترین نمونه‌های آن بر اساس اطلاعات به دست آمده به ۷۰ تا ۸۰ سال پیش مربوط است. تنبورهایی که کاسه یکپارچه دارند فاقد قسمت رابط گلو (گلویی) هستند و دسته آنها مستقیماً به کاسه متصل می‌شود. روی کاسه صفحه چوبی نازکی که تقریباً حالت گرده ماهی دارد قرار می‌گیرد ورودی این صفحه معمولاً تعدادی سوراخ دیده می‌شود.
بنا به قولی وجود این سوراخ‌ها در طنین و جنس صدای تنبور مؤثر است. تعداد و محل این سوراخها ثابت نیست و در ساز سازنده‌ای متفاوت است. حتی تعداد و محل آنها روی صفحه سازهای یک سازنده نیز ممکن است متفاوت باشد. معمولاً ۵ تا ۶ سوراخ به شکل گل در وسط کمی متمایل به دسته و گاه دو سوراخ کنار هم در نقطه‌ای نزدیک به محل اتصال کاسه به دسته روی صفحه ایجاد می‌شود. برخی از تنبورها نیز دو سوراخ روی کاسه در قسمت بالایی و نزدیک به لبه و صفحه دارند. (مخصوصاً در تنبورهای ساخت مهم چنگیز گهواره‌ای به‌صورت پنج سوراخ دو قسمت در روی دسته تنبور تعدادی دستان در محل‌های معین بسته می‌شوند. تنبورهای منطقه گوران معمولاً ۱۳ دستان و تنبورهای منطقه صحنه غالباً ۱۴ دستان دارند. امروزه در منطقه گوران تنبورهایی با ۱۴ دستان (دستان چهاردهم اضافه شده‌است) نیز دیده می‌شود. تعداد دستان‌های تنبور در اصل ۱۳ دستان بوده‌است. در سال‌های اخیر برخی از تنبور نوازان چند دستان دیگر به ساز خود افزوده‌اند. به عنوان مثال سید خلیل عالی‌نژاد در چند سال پیش پنج دستان به تنبور خود اضافه کرد که جواب دستانهای سوم، چهارم، پنجم، ششم، هفتم در یک اکتاو بالاتر بود. البته این نوازنده بعدها دستان‌های اضافی را باز کردند.
اگر تنبور از جنس چوب‌های مرغوب ساخته شود و در ساختمان آن به خصوص (کاسه رزوناسین) ابعاد لازم در نظر گرفته شود همچنین در انتخاب سیم‌های آن سعی شده باشد تا آنها را از آلیاژهای مناسب ساخته باشند دارای چنان سونوریسته‌ای عرفانی و پریانی است که هیچ‌یک از سازهای دیگر قادر به صدور این اصوات خیال‌انگیز و روحانی که گویی از جهان دیگری به گوش می‌رسد با شنیدن این موسیقی شنونده از اصالت نغزگویی و وقار و سنگینی و باستانی بودن این نعمات حیرت‌زده می‌شود که به وضوح با دیگر موسیقیهای ایران متفاوت است.
نغمه‌های این ساز به وسیله دست و بدون هیچ واسطه‌ای اخذ می‌شود و صدای حاصله از آن نسبت به محل برخورد مضراب به سیم‌ها در نقاط مختلف صفحه نوعی تغییر رنگ موسیقایی را به وجود می‌آورد. معرفی این ساز ورپراتوار موسیقی مربوط آن را در خارج از یارسان مدیون زحمات موسیقیدانان با تجربه به دو سه دهه اخیر از قبیل شهرام ناظری کیخسرو پور ناظری و علی‌اکبر مرادی و سید خلیل عالی نژاد و… دانست که با اجرای کنسرت‌های متعدد در داخل و خارج از کشور و انتشار آثار متنوع و جذاب این موسیقی نقش به سزایی داشته‌اند.
در برخی از تنبورهای جدید، ساختمان خرک به‌طور کلی تغییر کرده‌است. در تنبورهای ساخت ابراهیم قنبری مهر (تهران) و عبدالرضا رهنما (صحنه) خرک و سیم گیر به پیروی از بربط (عود) شیئی واحد هستند و روی صفحه کاملاً تثبیت شده‌اند. سیم‌گیر که در قسمت پایینی کاسه قرار گرفته‌است. برای قلاب شدن وترها شکلی شانه‌ای دارد. همان‌طور که ذکر شد تنبورهای ساخت ابراهیم قنبری و برخی از تنبورهای عبدالرضا رهنما فاقد سیم‌گیر هستند. محل شیطانک در انتهای دسته و قبل از سرپنجه است و معمولاً شیء جداگانه‌ای است که در شیار ایجاد شده بر روی دسته قرار می‌گیرد روی شیطانک نیز دو یا سه شیار برای عبور وترها ایجاد شده‌است؛ بنابراین قطعه‌های مختلف تنبور عبارت‌اند از کاسه طنینی (یکپارچه، ترکه‌ای با ۷ تا ۱۰ ترکه) صفحه دسته، گلو یا گلویی (در تنبورهای ترکه‌ای) سیم‌گیر در برخی از تنبورهای جدید، خرک کار سیم‌گیر را انجام می‌دهد) ۲ یا ۳ وتر شیطانک، خرک (در برخی از تنبورهای جدید، سیم‌گیر کار خرک را انجام می‌دهد) ۱۳ تا ۱۴ دستان، ۲ تا ۳ گوشی و پرده قبل از شیطانک.
مشخصات و شکل ظاهری و خواص مواد
این ساز تشکیل شده‌است از یک کاسه گلابی شکل که با صفحه‌ای از چوب پوشیده شده‌است. یا دسته‌ای بلند که بر روی آن ۱۳ تا ۱۴ پرده یا دستان بسته می‌شود. سیم‌گیر در آخر صفحه برای مهار سیم‌ها و گوشیها در قسمت بالای دسته برای کوک آن استفاده می‌شود و خرک که در فاصله ۶ تا ۷ سانتی‌متری انتهای صفحه قرار دارد و در نهایت دو وتر که یکی زیر و دیگر بم‌تر و اخوان کوک می‌شود اخیراً سیم اصلی مضاعف گردیده و در واقع دو سیم اصلی به منزله یک سیم و یکی از آنها تکرار دیگری است. بلندای این ساز از حدود ۸۵ تا ۹۸ سانتی‌متر است. وسعت و صدا دهی تنبور در بم‌ترین قسمت که دست باز سیم و اخوان است. [فا] و در زیرترین قسمت به نت [ر] می‌رسد مانند شکل روبه رو در واقع سیم اصلی یک اکتاو و نیم تا یک پرده وسعت و صدادهی دارد.
1. کاسه: به شکل گلابی است و معمولاً از چوب توت ساخته می‌شود و ضخامت آن تقریباً ۴ میلی‌متر است که اگر این ضخامت بیشتر شود صدا زیر ته (تنبور زیر خوان می‌شود) و اگر ضخامت آن کمتر شود صدا بم‌تر (تنبور بم خوان می‌شود). عمق کاسه در تنبورهای مختلف از ۱۳ تا ۱۷ سانتی‌متر است. عرض دهنه آن نیز از ۱۵٫۵ تا ۲۰ سانتی‌متر مشاهده شده‌است؛ و طول کاسه تا دستان سیزدهم از ۳۵ تا ۴۲ سانتی‌متر است. (۳۵ سانتی‌متر مربوط به تنبور سید امرالله شاه ابراهیمی و ۴۲ سانتی‌متر مربوط به علی‌اکبر مرادی ساخت اسدالله گهواره است). بر روی برخی از کاسه‌های تنبور سوراخ‌هایی تعبیه شده که بنا بر سلیقه سازنده آن‌ها متغیر است. این سوراخ‌ها را به منظور آزاد کردن صدای ساز ایجاد می‌کنند و بر روی انواع آن ۲ تا ۵ سوراخ معمول است.

### انواع کاسه تنبور
- کاسه یکپارچه: این کاسه همان‌طور که از اسم آن پیداست طی مراحل از یک کنده به‌صورت یکپارچه ساخته می‌شود که به آن کاسه‌ای یا کشکولی هم می‌گویند. چوب آن از جنس توت است. چون این چوب دارای خلل و فرج و الیاف‌دار و دارای رگه‌های ریز و زیبایی است.

لازم است ذکر شود که درخت‌های توت که در کوهپایه‌ها هستند و کم‌آبی کشیده‌اند چون خشک هستند طنین و زنگ بیشتری دارند و برعکس درختانی که در خاک‌های دارای املاح و در نواحی مرطوب رشد کرده‌اند صدای نامطلوبی دارند. تنبور کاسه‌ای دارای اصالت زیادی است و از هزاره‌های قبل اولین تنبورها با این نوع کاسه ساخته شده‌اند. این کاسه‌ها را در گذشته با ابزارهای ابتدایی مانند تیشه معمولی و اسکنه و چند رنده چوب می‌ساختند و امروزه با پیشرفت تکنولوژی می‌توان این نوع کاسه‌ها را در مدت زمان اندک ساخت هرچند در حال حاضر نیز بعضی از سازندگان تنبور هنوز از همین ابزارهای ابتدایی برای ساختن این کاسه‌ها استفاده می‌کنند؛ زیرا آنها معتقدند حس و حال سازنده ارتباط رمز و راز گونه‌ای با صدای حاصل از ساز دارد.
- کاسه ترکه‌ای (چمنی) (چه منی): این نوع کاسه‌ها از قطعات یا ترکه‌هایی از ۷ تا ۱۰ ترکه به‌هم چسبیده تشکیل شده‌است. ساختن کاسه به این شیوه از ۷۰ تا ۸۰ سال پیش شروع شده‌است؛ و قدیمی‌ترین کاسه تنبور ترکه‌ای که دارای ۸ ترکه و گویی نیز می‌باشد ساخت خداوردی صحنه می‌باشد؛ که مربوط به ۸۰ سال پیش است. به‌طور یقین ساخت کاسه ترکه‌ای تحت تأثیر سازندگان سازهای ایرانی مخصوصاً سازندگان سه‌تار قرار گرفته‌است. این نوع کاسه نیز معمولاً از جنس توت ساخته می‌شود. کاسه ترکه‌ای خود به دو شیوه ساخته می‌شود:

1. به این صورت که هرکدام از ترکه‌ها تا محل اتصال دسته‌ها ادامه یابد.
2. در ساختن این نمونه نیز از یک نیم تنه که در اصطلاح به آن گلویی می‌گویند ساخته می‌شود و آن در حد فاصل دسته و ترکه قرار می‌گیرد. جنس گلویی در قدیم از جنس توت بوده و امروز از چوب گردو نیز ساخته می‌شود.

ساخت کاسه ترکه‌ای به‌جز سازندگان تنبور در منطقه گوران نزد تمامی سازندگان تنبور معمول بوده‌است. از سازندگان این نوع کاسه می‌توان عبدالرضا رهنما و خداوردی عرضه را نام برد.
1. دسته: دسته معمولاً از چوب گردو ساخته می‌شود و گاهی از چوب چنار موج و چوب زردآلو نیز استفاده می‌شود. طول دسته با سرپنجه از ۴۳ تا ۵۴٫۷ سانتی‌متر است و بدون سرپنجه ۳۵ تا ۴۱٫۵ پس سرپنجه ۱۲ تا ۱۳٫۷ طول دارد. عرض دسته ۲ تا ۳ سانتی‌متر است که به سمت کاسه به ترتیب ضخیم‌تر می‌شود. به روی دسته ۱۳ تا ۱۴ دستان بسته می‌شود و وسعت یک اکتاو نیم تا یک پرده را در بر می‌گیرد.

## دسته
صفحه: صفحه را معمولاً از چوب توت می‌سازند ضخامت آن ۲ تا ۴ میلی‌متر است عرض آن در پهن‌ترین قسمت دهند کاسه به ۱۵٫۵ تا ۲۰ سانتی‌متر در انواع کاسه متغیر است و طول آن نیز تا دستان سیزدهم ۳۵ تا ۴۲ سانتی‌متر تنبور متغیر است بر روی صفحه سوراخ‌هایی تعبیه می‌شود که طرز قرار گرفتن آنها بر روی صفحه و تعداد آنها در سازهای مختلف و بنابر سلیقه سازندگان آنها متغیر است. هدف از ایجاد آنها آزاد کردن صدای ساز است و معمولاً ۸ تا ۱۲ سوراخ تعبیه می‌شود.
سیم‌گیر: در انتهای کاسه و پشت آن نصب می‌شود جنس آن در قدیم بیشتر از شاخ کَل (بز کوهی) و امروزه آن را از چوب‌های مختلف مانند شمشاد و کیکوم می‌سازند. سیم‌گیر برای مهار سیم‌ها در انتهای صفحه است.
خرک دسته: در قدیم جنس خرک دسته بیشتر از شاخ کَل (بز کوهی بوده‌است) اما امروز از چوب گردو یا شمشاد و کیکوم هم ساخته می‌شود و بر روی دسته نصب می‌شود و بر روی آن سه شیار برای مهار سیم‌ها ایجاد می‌شود که به آن شیطانک نیز می‌گویند و به گویش کردی «خرک بان» گفته می‌شود.
خرک صفحه: این خرک نیز از چوب شمشاد ساخته می‌شود. این خرک بر روی صفحه و به فاصله ۵ تا ۷٫۵ سانتی‌متری از سیم‌گیر نصب می‌شود و ارتفاع آن ۲٫۵ تا ۴ میلی‌متر است. طول آن نیز ۲ تا ۵ سانتی‌متر است و بر روی آن سه شیار برای عبور سیم‌ها ایجاد می‌شود. بهتر است که خرک در جای خود ثابت شود که برای این کار معمولاً با چند قطره چسب به صفحه چسبانده می‌شود.
دو یا سه گوشی: گوشی‌ها در قسمت سر پنجه قرار دارند و جنس آنها باید از نوع چوب سست مانند بید باشد زیرا چوب استفاده شده در گوشی باید سست‌تر از چوب دسته باشد تا دسته به مرور زمان خورده نشود و گوشی‌ها که قابل تعویض می‌شوند از بین بروند.
وترها (سیم‌ها): وترها در گذشته از جنس ابریشم خام تابیده شده و بیش از آن از زه بوده و ظاهراً قطر و ضخامت آنها یکسان بوده‌است. امروزه جنس وترها از سیم‌های فولادی یا آلیاژی مانند آن و نیز از مس و برنج است. بهتر است وتر اول (زیر) از سیم فولاد و وتر دوم (بم) ار مس و سرخ رنگ باشد امروزه وترها دوگانه یا سه‌گانه تنبور را بیشتر از یک جنس (سیم‌های فولادی سفید) انتخاب می‌کنند؛ که سیم‌های فولادی شماره [۱۸] مناسب‌تر است. طول سیم از خرک تا شیطانک ۶۴ تا ۸۳٫۵ سانتی‌متر در انواع تنبور است. قبلاً بر روی این ساز دو وتر تعبیه شده بود که یکی زیرتر (سیم اول) و دیگری بم‌تر (و اخوان) به فاصله چهارم و پنجم درست کوک می‌شوند اما اخیراً سیم اصلی (اول) به صورت مضاعف گردیده‌است که صرفاً برای حجم زیاد صدا است. در حقیقت دو سیم اصلی به منزله یک سیم‌اند و یکی از آن‌ها تکرار دیگری است.
دستان (پرده): تنبور دارای ۱۳ دستان به‌صورت پرده و نیم‌پرده است. در واقع فواصل موجود بین دستان‌ها همگی نیم‌پرده است که موسیقی‌دانان قدیم ایران مانند فارابی، ابن سینا، صفی‌الدین ارموی و عبدالقادر مراغه‌ای آن را دستان فرس نامیده‌اند؛ که از طنین یکی پرده کامل به دو نیم پرده مساوی یا تقسیم اکتاو به ۱۲ فاصله تقریباً مساوی است و همان موسیقی‌دانان مذکور این نوع دستان‌بندی را مربوط به دوره‌های قبل از اسلام می‌دانند. جنس دستان‌های تنبور از روده گوسفند است. روده گوسفند را بلافاصله بعد از ذبح، در آب گرم می‌گذارند؛ چربی‌ها و زواند آن را با دست و با کمک آب گرم از بین می‌برند و تمیز می‌کنند پس از تراشیدن قسمت بیرون روده قسمت درونی که سفیدرنگ و لطیف است باقی می‌ماند که آن را با دست تاب می‌دهند و در آفتاب خشک می‌کنند. قسمت‌های تاب داده شده را به دقت بررسی کرده تا یکنواخت شوند و صبر می‌کنند تا خشک شده و قابل استفاده گردد.

## کوک تنبور
امروزه مبنای صداهای موسیقی در سازها نت دوی دیاپازن است که سازهای شاخص موسیقی ایرانی نیز از آن تبعیت نموده‌اند؛ مثلاً اکثر نوازندگان تار، دست باز یا مطابق دو سیم اول که سیم‌های اصلی تارند را برابر با نت یاد شده می‌گیرند. همین امر باعث شده‌است که صدای سازهای ایرانی به دلیل مبالغه در زیر شدن از اعتدال خارج گشته و صداها اکثراً خشک و بدون طنین شده و از حالت اصلی خود خارج گشته‌است.
در گذشته مبنای صداهای موسیقی نت لا بوده‌است چه در موسیقی ایرانی و چه در موسقی جهانی. این امر تاکنون در تنبور مراعات گردیده یعنی دست باز یا مطابق دو سیم اول که سیم‌های اصلی تنبورند، معمولاً برابر است با نت لا؛ یعنی یک و نیم پرده بم‌تر از مبنای امروزی کوک می‌شوند.
دو سیم اول تنبور که دو نامیده می‌شوند نسبت به دیاپازون لا کوک می‌شوند و سیم سوم (سل) که به سیم واخوان نیز مشهور است با فاصله چهارم یا پنجم درست پایین‌تر از سیم دو کوک می‌شود که در اصل این دو کوک به کوک پنج و هفت یا فا و سل مشهورند.
1. کوک طرز: بیشتر مقام‌های مجلسی با این کوک نواخته می‌شود. نسبت میان وترها در کوک پنجم درست نزولی است و صدای باز وتر دوم اکتاو پایین‌تر از صدای دستان پنجم است.
2. کوک برز (شیخ امیری): بیشتر در مقام‌های حقانی استفاده می‌شود. در این کوک نسبت فاصله سیم زرد به سیم سفید چهارم درست است.

## شهر ملی تنبور
شهرستان دالاهو در ۲۲ دی ۱۳۹۹ به عنوان شهر ملی تنبور در کشور ایران از سوی وزارت میراث فرهنگی، گردشگری و صنایع دستی معرفی شد. ثبت ملی دالاهو به عنوان شهر تنبور در حوزهٔ صنایع دستی و ساخت این ساز بوده و نه مقام‌های موسیقی آن. در شهرستان دالاهو علاوه بر وجود خانه تنبور، ۱۵۸ کارگاه ساخت تنبور وجود دارد که برخی از آن‌ها قدمت دیرینه‌ای دارند.